# Comté de Broomehill-Tambellup
Le Comté de Broomehill-Tambellup est une nouvelle zone d'administration locale au sud de l'État d'Australie-Occidentale, en Australie. Le comté est situé à 320 kilomètres au sud-sud-est de Perth, la capitale de l'État. 
Le centre administratif du comté est la ville de Tambellup.
Le comté est divisé en un certain nombre de localités:
- Broomehill
- Tambellup
- Lake Toolbrunup
- Peringillup
- Tunney

Le comté a 9 conseillers locaux et est divisé en 2 circonscriptions :
- North Ward (4 conseillers) Broomehill
- South Ward (5 conseillers) Tambellup